# Solenopsis pawaensis
Solenopsis pawaensis es una especie de hormiga del género Solenopsis, subfamilia Myrmicinae.

## Distribución
Esta especie se encuentra en Islas Salomón.